# Воїн (князь полоцький)
Воїн Полоцький (? — 1333/1334) — князь полоцький (1320-ті — 1333/1334).

## Біографія
Третій син Будивида, брат Гедиміна і Витеня. Обставини та час заняття Воїном полоцького престолу невідомі. Вперше, та вже як полоцький князь, згадується в 1326, коли разом з мінським князем Василем і з князем Федором Святославичем, на чолі гедимінового посольства їздив в Новгород для укладення мирного договору з Новгородської землею і Лівонським орденом. Більше в джерелах не згадується. Ймовірно, загинув під час походів лівонських лицарів на Полоцьк (1333, 1334), адже в 1338 як полоцький князь згадується Наримунт Гедимінович.
Мав сина Любку, який в 1342 році командував загоном у поході Ольгерда на допомогу Пскову і загинув у бою з лівонськими лицарями.
Під час князювання Воїна відбувалося подальше зближення Полоцька з іншими білоруськими землями. Цьому сприяла боротьба проти хрестоносців, які часто нападали на Полоцьк (1325, 1333, 1334).